# Trudeaumania
Trudeaumania fue como se conoció al fenómeno dado a finales de los años 1960 al entusiasmo generado por la entrada de Pierre Trudeau en la carrera por el liderazgo del Partido Liberal de Canadá. La Trudeaumania continuó durante la campaña electoral federal posterior y durante los primeros años de Trudeau como primer ministro del país. Décadas más tarde, su hijo Justin Trudeau provocó una reacción internacional similar cuando se convirtió en primer ministro en 2015.

## Años 1960
Muchos jóvenes en Canadá en ese momento, especialmente mujeres jóvenes, fueron influenciados por la contracultura de la década de 1960 y se identificaron con Pierre Trudeau, quien era un inconformista enérgico que era relativamente joven. Quedaron deslumbrados por su "encanto y buena apariencia", y se estableció una gran base de admiradores en todo el país. A menudo lo detenían en las calles para pedirle un autógrafo o fotografías. Trudeau había simpatizado una vez con los marxistas y había pasado un tiempo en la Federación Cooperativa de la Mancomunidad (Co-operative Commonwealth Federation en inglés), y muchos de sus admiradores se sintieron atraídos por sus posturas liberales. Estas posturas incluían la normalización de la homosexualidad o el crear leyes de divorcio más flexibles durante su etapa como Ministro de Justicia bajo la administración de Lester B. Pearson. Pierre también fue admirado por su actitud relajada y sus relaciones con celebridades; en el uso predominante de esa palabra en ese momento, que describe a una "persona moderna", a menudo se lo describía como un swinger. Un punto culminante ocurrió durante la campaña electoral en 1968 durante el desfile anual del Día de San Juan Bautista en Montreal, cuando los separatistas de Quebec se amotinaron para tirar piedras y botellas a la tribuna donde estaba sentado Trudeau. Rechazando las súplicas de sus ayudantes de que se cubriera, este se quedó en su asiento frente a los alborotadores sin ningún signo de miedo. La imagen del político mostrando tal valentía impresionó al pueblo canadiense, y ganó cómodamente las elecciones al día siguiente.
Sin embargo, la Trudeaumania comenzó a disminuir después de que el ahora primer ministro Trudeau se casara con Margaret Sinclair en 1971, pero todavía se le recuerda como uno de los políticos y primeros ministros más polarizadores de Canadá; recordado con cariño por muchos canadienses centrales y orientales, pero impopular entre los pensadores conservadores y nacionalistas, especialmente en Quebec y otras provincias occidentales. A principios del año 2000, Pierre Trudeau fue nombrado el Creador de noticias canadiense del Siglo XX por la prensa nacional. Cuando murió más tarde ese año, hubo una gran aflicción pública, y nuevamente fue nombrado Creador de noticias del Año. En 2004, los espectadores del programa The Greatest Canadian producido por la CBC votaron a Pierre Trudeau como el tercer canadiense más grande, siendo superado únicamente por el deportista-activista Terry Fox y el pastor socialdemócrata Tommy Douglas.

## Años 2010
47 años después de la primera ola de la Trudeaumania liderada por su padre, el también liberal Justin Trudeau fue elegido como nuevo primer ministro en las elecciones canadienses de 2015. Cuando el rostro de Justin apareció en la prensa internacional, atrajo comentarios de naturaleza similar como un político canadiense de alto nivel que era inesperadamente joven y guapo en la opinión del público en general.